# Pantheon (Versammlungslokal)
Das Pantheon war eine Gaststätte mit Ballsaal in Leipzig. Bekannt ist es vor allem als eine der ältesten Versammlungsstätten der Leipziger Arbeiter.

## Geschichte

Das „Concert- und Ball-Etablisement“ Pantheon (um 1900)

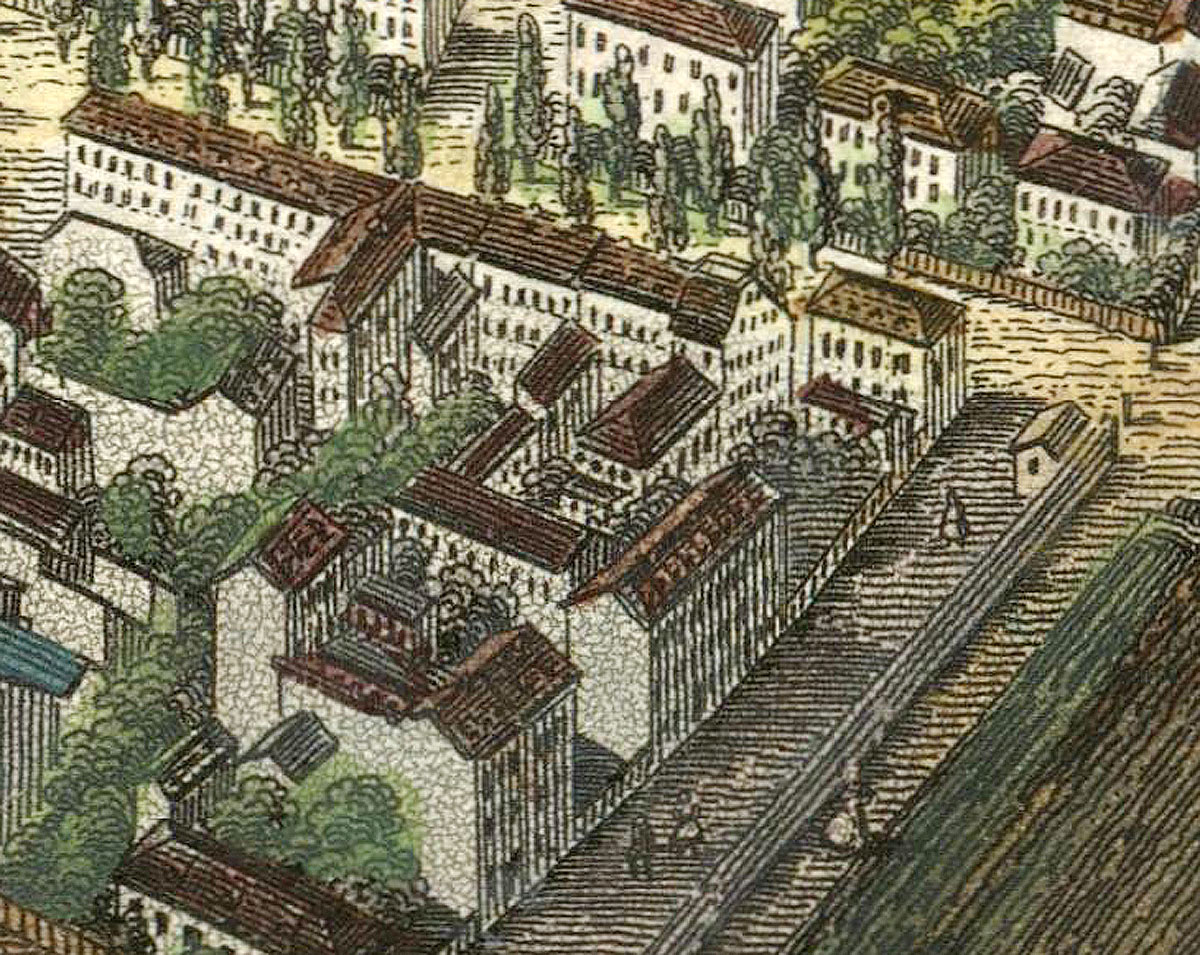
Der Saalbau des späteren Pantheon auf einem Stich von Adolf Eltzner (um 1850)

Der Garten des Pantheon (1875)

1838 entstand in der Dresdner Straße 20 die Gaststätte Collosseum im Biedermeierstil. Um 1850 betrieb das Colosseum mit Ball- und Konzertsaal und einem Biergarten Christoph Ernst Prager (* 1819), er war der Vater von Gustav Adolph Prager, der am 8. Mai 1859 Pragers Bier-Tunnel in der Nürnberger Straße 1 eröffnete. Mindestens 1863 wurde das Colosseum in Pantheon umbenannt.
Zeitweise beherbergte das Gebäude auch ein Kino, das am 17. August 1918 eröffnete U.T. Dresdner Straße, ab September 1918 Pantheon-Lichtspiele. Das Lichtspieltheater mit 381 Sitzplätzen wurde bereits am 26. Mai 1919 wieder geschlossen. Mit dem Bau des Leipziger Volkshauses sank die Bedeutung des „Pantheos“ als Versammlungsstätte.
Das Saalgebäude des Pantheon wurde 1933 abgebrochen. Als in den 1970er Jahren zwischen Dresdner Straße und Täubchenweg Plattenbauten entstanden, wurde 1977 auch das verbliebene Vorderhaus abgebrochen. Das Büro für Architektur- und kunstbezogene Denkmalpflege der Stadt Leipzig schlug noch vor, das „Pantheon“ entweder als originale Rekonstruktion in die Neubauten einzubeziehen oder auf der gegenüberliegenden Straßenseite wieder aufzubauen. Die SED-Bezirksleitung Leipzig entschied sich am 31. Mai 1977 für den Abriss. Vor dem Abriss wurde ein Fotograf damit beauftragt, die wichtigsten Bauteile zu dokumentieren. Im Inneren des Gebäudes wurden einzelne Teile abgebaut, mit dem Versprechen, sie später in einem Traditionskabinett zu zeigen, darunter die Tür, die von der Gastwirtschaft ins Saalgebäude führte. Das Traditionskabinett wurde nie eingerichtet. Seitdem befinden sich an der Ecke Dresdner Straße/Gerichtsweg an Stelle des ehemaligen Pantheon eine Grünfläche und ein Parkplatz.

## Das Pantheon als Versammlungslokal
Im Pantheon fanden zahlreiche Versammlungen der Arbeiter- und der Frauenbewegung statt.

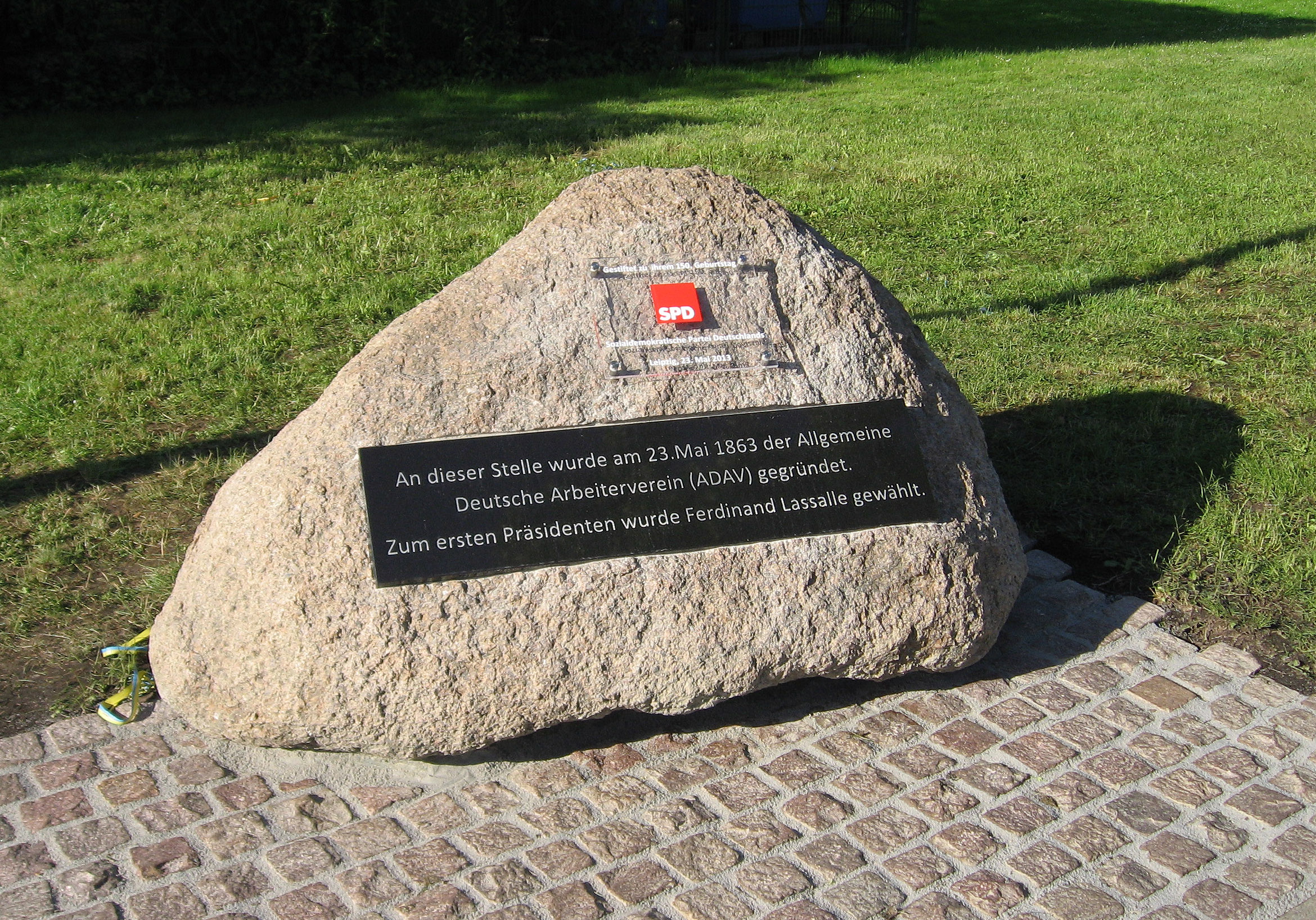
Gedenkstein zur 150. Wiederkehr der ADAV-Gründung

Die bedeutendste von ihnen war die Gründung der ersten gesamtdeutschen Arbeiterpartei am 23. Mai 1863. An diesem Tag gründeten Ferdinand Lassalle und zwölf Delegierte aus den elf Städten Barmen, Dresden, Düsseldorf, Elberfeld, Frankfurt am Main, Hamburg, Harburg, Köln, Leipzig, Mainz und Solingen im Beisein von einigen hundert Leipziger Arbeitern den Allgemeinen Deutschen Arbeiterverein (ADAV). Der ADAV fusionierte 1875 in Gotha mit der 1869 von August Bebel und Wilhelm Liebknecht gegründeten Sozialdemokratischen Arbeiterpartei (SDAP) zur Sozialistischen Arbeiterpartei Deutschlands (SAP), die sich 1890 in Sozialdemokratische Partei Deutschlands (SPD) umbenannte. Die SPD sieht seit jeher das Datum der ADAV-Gründung als ihr offizielles Gründungsdatum an und feierte deshalb im Frühjahr 2013 mit einem Festakt in Leipzig ihr 150-jähriges Bestehen. Auf der Wiese am ehemaligen Pantheon-Standort wollte die SPD zum 130. Jahrestag ihrer Gründung eine Erinnerungsskulptur aufstellen, was die Leipziger Kunstkommission verhinderte. Eine stattdessen gesetzte Gedenktafel ist nicht mehr vorhanden. Einen von der sächsischen SPD gestifteten Findling mit Gedenktafel haben Burkhard Jung, Sigmar Gabriel und Martin Dulig am 22. Mai 2013 im Rahmen der Feierlichkeiten zum 150. SPD-Geburtstag auf städtischem Grund enthüllt. Der 2,5 Tonnen schwere Stein stammt aus einem Braunkohletagebau im Leipziger Südraum.
Zwei Jahre später, vom 22. bis 27. Dezember 1865, fand im Pantheon die Gründungsversammlung des Allgemeinen Deutschen Cigarrenarbeiter-Vereins statt, der ersten zentral organisierten Vereinigung zur Interessenvertretung deutscher Arbeiter. Die damalige Zigarrenherstellung erfolgte in reiner Handarbeit und fast immer in Heimarbeit. Gegen diese katastrophalen Arbeits- und Lebensbedingungen setzte sich der von Friedrich Wilhelm Fritzsche ins Leben gerufene Verein zur Wehr. Er ist der direkte Vorläufers der 1949 gegründeten Gewerkschaft Nahrung-Genuss-Gaststätten, die damit als die älteste deutsche Gewerkschaft gilt.
Im Pantheon sprachen unter anderem August Bebel (1891), Clara Zetkin (1893), Wilhelm Liebknecht (1893) und Karl Liebknecht (1900). Im Jahr 1901 war das Pantheon Standquartier beim Ersten Mitteldeutschen Arbeitersängerfest.

### Wichtige Versammlungen im Pantheon
- 16. April 1848: Gründung des Vereins der Dienstmädchen durch Auguste Schmidt als erste Leipziger Frauen-Berufsorganisation
- 23. Mai 1863: Gründung des Allgemeinen Deutschen Arbeitervereins durch Ferdinand Lassalle
- 22.–27. Dezember 1865: Gründung des Allgemeinen Deutschen Cigarrenarbeiter-Vereins durch Friedrich Wilhelm Fritzsche
- 9. Mai 1886: Versammlung des Fachvereins der Klempner
- 1. Mai 1891: Erste offizielle Leipziger Maifeier
- 28. Januar 1893: Vortrag von Clara Zetkin über „Die Frauen des Proletariats und der Militarismus“
- 26. Juni 1899: Versammlung von Gewerkschaftsvertretern und Gründung eines Leipziger Gewerkschaftskartells